# Liochthonius szemmelveiszi
Liochthonius szemmelveiszi är en kvalsterart som beskrevs av J. och P. Balogh 1983. Liochthonius szemmelveiszi ingår i släktet Liochthonius och familjen Brachychthoniidae. Inga underarter finns listade i Catalogue of Life.